# كيرت بفليجر
كيرت بفليجر (19 سبتمبر 1890 - 19 سبتمبر 1958) كان جنرالًا في الفيرماخت ألمانيا النازية خلال الحرب العالمية الثانية الذي قاد العديد من الفرق. وقد حصل على وسام الفارس الصليبي الحديدي.

## الجوائز والأوسمة
- وسام الفارس الصليبي الحديدي في 10 فبراير 1945 كجينيرال لوتنانت وقائد فرقة المشاة 416 [1]

### قائمة المراجع
- Fellgiebel, Walther-Peer (2000) [1986]. Die Träger des Ritterkreuzes des Eisernen Kreuzes 1939–1945 — Die Inhaber der höchsten Auszeichnung des Zweiten Weltkrieges aller Wehrmachtteile [The Bearers of the Knight's Cross of the Iron Cross 1939–1945 — The Owners of the Highest Award of the Second World War of all Wehrmacht Branches] (بالألمانية). Friedberg, Germany: Podzun-Pallas. ISBN:978-3-7909-0284-6.

| مناصب عسكرية    | مناصب عسكرية                | مناصب عسكرية    |
| --------------- | --------------------------- | --------------- |
| سبقه {{{سبقه}}} | {{{العنوان}}} {{{الأعوام}}} | تبعه {{{تبعه}}} |
| سبقه {{{سبقه}}} | {{{العنوان}}} {{{الأعوام}}} | تبعه {{{تبعه}}} |